# The Cops
The Cops was een Britse politieserie opgenomen tussen 1998 en 2000  met 24 afleveringen. De gebeurtenissen speelden zich af in de gefingeerde stad Stanton in Noord-Engeland.
De serie werd bekend om zijn documentairestijl, camerawerk en compromisloos beeld van de politie. De eerste serie was zo controversieel in zijn weergave van de politie dat het politie-advies werd ingetrokken voor de tweede serie.
Het programma won de British Academy Television Awards (BAFTAs) in de categorie Beste Dramaserie in zowel 1999 als 2000, en werd een derde keer genomineerd in 2001.

## Rolverdeling
- Katy Cavanagh als PC Mel Draper
- Rob Dixon als Sgt Edward Giffen
- Jack Mardsen als PC Danny Rylands
- John Henshaw als PC Roy Brammell
- Clare McGlinn als PC Natalie Metcalf
- Parvez Qadir als PC Jaz Shundara
- Steve Garti als PC Colin Jellico
- Danny Seward als PC Dean Wishaw
- David Crellin als DS Alan Wakefield
- Mark Chatterton als Chief Inspector Newland